# 泉澤仁
泉澤 仁（いずみさわ じん、1991年12月17日 - ）は、千葉県浦安市出身のプロサッカー選手。Jリーグ・FC岐阜所属。ポジションはミッドフィールダー、フォワード。
妻はフリーアナウンサーの山田真以。

## 来歴

### プロ入り前
中学時代は柏レイソルU-15に所属。中学校卒業時にそのままU-18へ昇格することもできたが、アルビレックス新潟ユースへ移籍。柏のポゼッションサッカーではなく、個人の力を発揮できる新潟でのプレーを選択した。
トップチーム昇格はかなわず、2010年に阪南大学へ進学。3年次、関西学生サッカーリーグ1部と総理大臣杯全日本大学サッカートーナメントの2冠を達成し、リーグ戦ではMVPを受賞した。全日本大学選抜にも選出され、2013年7月に行われた第27回夏季ユニバーシアードではユニバーシアード日本代表として出場。初戦のトルコ戦でマン・オブ・ザ・マッチに選ばれるなどの活躍を見せ、銅メダル獲得に貢献した。また、同月大宮アルディージャに特別指定選手として選手登録された。

### プロ入り後
複数クラブとの競合の末、2014年より大宮アルディージャへ入団。2年目になるとサイドハーフの主力選手として、大宮のJ1昇格とJ2リーグ優勝に貢献した。2016年はJ1に昇格して、マテウスとの両サイドで大宮を支えた。
2017年、ガンバ大阪に完全移籍。4月11日、ACL第4節の江蘇蘇寧戦で移籍後初先発を果たした。4月21日、第8節の古巣・大宮アルディージャ戦で移籍後初得点を決めた。
2018年6月、J2・東京ヴェルディへ期限付き移籍。8月11日、第28節のモンテディオ山形戦で移籍後初得点を決めた。
2019年、ポーランドのポゴニ・シュチェチンへ完全移籍。デビュー戦で初得点を決めるが、その後出場機会は無く、シーズン終了後に退団となった。
2019年6月18日、横浜F・マリノスへ完全移籍。しかし、公式戦出場は、天皇杯1試合のみにとどまった。
2019年12月29日、ヴァンフォーレ甲府への期限付き移籍が発表された。8月2日、J2第9節のレノファ山口FC戦で移籍後初得点を決めた。
2020年12月28日、ヴァンフォーレ甲府への完全移籍が発表された。
2021年12月25日、大宮アルディージャへの完全移籍が発表された。6年ぶりの復帰となる。
2024年12月26日、FC岐阜への完全移籍が発表された。

## 人物
・2018年3月9日、フリーアナウンサーの山田真以との結婚を発表。2020年5月1日、第1子の長女が誕生した。

## 所属クラブ
- 塩焼わんぱくFC
- FCトリム
- 松戸FC（松戸選抜）
- 市川FC（市川選抜）
- 柏レイソルU-15
- 2007年 - 2009年 アルビレックス新潟ユース (開志学園高等学校[18])
- 2010年 - 2013年 阪南大学
  - 2013年7月 - 同年12月 大宮アルディージャ (特別指定選手)
- 2014年 - 2016年 大宮アルディージャ
- 2017年 - 2018年 ガンバ大阪
  - 2018年6月 - 同年12月 東京ヴェルディ1969（期限付き移籍）
- 2019年1月 - 同年5月 MKSポゴニ・シュチェチン
- 2019年6月 - 2020年 横浜F・マリノス
  - 2020年 ヴァンフォーレ甲府（期限付き移籍）
- 2021年 ヴァンフォーレ甲府
- 2022年 - 2024年 大宮アルディージャ
- 2025年 - FC岐阜

## 個人成績
| 国内大会個人成績 | 国内大会個人成績     | 国内大会個人成績 | 国内大会個人成績 | 国内大会個人成績 | 国内大会個人成績 | 国内大会個人成績 | 国内大会個人成績 | 国内大会個人成績 | 国内大会個人成績 | 国内大会個人成績 | 国内大会個人成績 |
| 年度             | クラブ               | 背番号           | リーグ           | リーグ戦         | リーグ戦         | リーグ杯         | リーグ杯         | オープン杯       | オープン杯       | 期間通算         | 期間通算         |
| 年度             | クラブ               | 背番号           | リーグ           | 出場             | 得点             | 出場             | 得点             | 出場             | 得点             | 出場             | 得点             |
| 日本             | 日本                 | 日本             | 日本             | リーグ戦         | リーグ戦         | リーグ杯         | リーグ杯         | 天皇杯           | 天皇杯           | 期間通算         | 期間通算         |
| ---------------- | -------------------- | ---------------- | ---------------- | ---------------- | ---------------- | ---------------- | ---------------- | ---------------- | ---------------- | ---------------- | ---------------- |
| 2011             | 阪南大               | 11               | -                | -                | -                | -                | -                | 1                | 0                | 1                | 0                |
| 2014             | 大宮                 | 39               | J1               | 16               | 0                | 4                | 0                | 3                | 0                | 23               | 0                |
| 2015             | 大宮                 | 39               | J2               | 41               | 7                | -                | -                | 3                | 2                | 44               | 9                |
| 2016             | 大宮                 | 39               | J1               | 30               | 3                | 7                | 0                | 4                | 3                | 41               | 6                |
| 2017             | G大阪                | 39               | J1               | 21               | 2                | 4                | 2                | 3                | 2                | 28               | 6                |
| 2018             | G大阪                | 39               | J1               | 3                | 0                | 3                | 0                | 0                | 0                | 6                | 0                |
| 2018             | 東京V                | 6                | J2               | 17               | 3                | -                | -                | 0                | 0                | 17               | 3                |
| ポーランド       | ポーランド           | ポーランド       | ポーランド       | リーグ戦         | リーグ戦         | リーグ杯         | リーグ杯         | オープン杯       | オープン杯       | 期間通算         | 期間通算         |
| 2018-19          | ポゴニ・シュチェチン | 39               | EKS              | 1                | 1                | -                | -                | -                | -                | 1                | 1                |
| 日本             | 日本                 | 日本             | 日本             | リーグ戦         | リーグ戦         | リーグ杯         | リーグ杯         | 天皇杯           | 天皇杯           | 期間通算         | 期間通算         |
| 2019             | 横浜FM               | 49               | J1               | 0                | 0                | -                | -                | 1                | 0                | 1                | 0                |
| 2020             | 甲府                 | 11               | J2               | 28               | 3                | -                | -                | -                | -                | 28               | 3                |
| 2021             | 甲府                 | 39               | J2               | 26               | 10               | -                | -                | 0                | 0                | 26               | 10               |
| 2022             | 大宮                 | 39               | J2               | 16               | 1                | -                | -                | 2                | 0                | 18               | 1                |
| 2023             | 大宮                 | 39               | J2               | 38               | 3                | -                | -                | 1                | 0                | 39               | 3                |
| 2024             | 大宮                 | 39               | J3               | 7                | 1                | 1                | 0                | 2                | 1                | 10               | 2                |
| 2025             | 岐阜                 | 39               | J3               |                  |                  |                  |                  |                  |                  |                  |                  |
| 通算             | 日本                 | 日本             | J1               | 70               | 5                | 18               | 2                | 11               | 5                | 99               | 12               |
| 通算             | 日本                 | 日本             | J2               | 166              | 27               | -                | -                | 6                | 2                | 172              | 29               |
| 通算             | 日本                 | 日本             | J3               | 7                | 1                | 1                | 0                | 2                | 1                | 10               | 2                |
| 通算             | 日本                 | 日本             | 他               | -                | -                | -                | -                | 1                | 0                | 1                | 0                |
| 通算             | ポーランド           | ポーランド       | EKS              | 1                | 1                | -                | -                | 0                | 0                | 1                | 1                |
| 総通算           | 総通算               | 総通算           | 総通算           | 244              | 34               | 19               | 2                | 20               | 8                | 283              | 44               |

| 2018   | G大23  | 39     | J3     | 8 | 2 | 8 | 2 |
| 通算   | 日本   | 日本   | J3     | 8 | 2 | 8 | 2 |
| 総通算 | 総通算 | 総通算 | 総通算 | 8 | 2 | 8 | 2 |

その他の公式戦
- 2024年
  - 埼玉県サッカー選手権大会 1試合0得点
- 2025年
  - 岐阜県サッカー選手権大会 1試合1得点

| 国際大会個人成績 | 国際大会個人成績 | 国際大会個人成績 | 国際大会個人成績 | 国際大会個人成績 |
| 年度             | クラブ           | 背番号           | 出場             | 得点             |
| AFC              | AFC              | AFC              | ACL              | ACL              |
| ---------------- | ---------------- | ---------------- | ---------------- | ---------------- |
| 2017             | G大阪            | 39               | 5                | 0                |
| 通算             | AFC              | AFC              | 5                | 0                |

その他の国際大会
- 2017年
  - AFCチャンピオンズリーグ・プレーオフ 1試合0得点

出場歴
- 2013年は特別指定選手
- Jリーグ初出場 - 2014年3月2日 J1第1節 vs横浜F・マリノス（日産スタジアム）
- Jリーグ初得点 - 2015年5月3日 J2第11節 vs愛媛FC（NACK5スタジアム大宮）
- エクストラクラサ初出場・初得点 - 2019年4月3日 第28節 vsレフ・ポズナン（ENEAスタディオン）

## タイトル

### クラブ
阪南大学
- 関西学生サッカーリーグ1部：2回（2010年、2012年）
- 関西学生サッカー選手権大会：1回（2011年）
- 大阪サッカー選手権大会：1回（2011年）
- 総理大臣杯全日本大学サッカートーナメント：1回（2012年）

大宮アルディージャ
- J2リーグ：1回（2015年）
- J3リーグ：1回（2024年）
- 埼玉県サッカー選手権大会：1回（2024年）

横浜F・マリノス
- J1リーグ：1回（2019年）

FC岐阜
- 岐阜県サッカー選手権大会：1回（2025年）

### 個人
- 関西学生サッカーリーグ1部 新人賞（2010年）
- 関西学生サッカーリーグ1部 年間最優秀選手賞（2012年）
- 関西学生サッカーリーグ1部 優秀選手賞（2012年）
- 関西学生サッカーリーグ1部 関西学生サッカー特別賞（2013年）
- デンソーカップチャレンジサッカー 最優秀選手（2011年）
- デンソーカップチャレンジサッカー ベストイレブン（2011年）

## 代表歴
ユニバーシアード日本代表
- 第27回夏季ユニバーシアード